# Схватка с дьяволом
«Схватка с дьяволом» (англ. Sympathy for the Devil) — психологический триллер режиссёра Юваля Адлера с Юэлем Киннаманом и Николасом Кейджем в главных ролях. В США фильм вышел в прокат 28 июля 2023 года. В России — 20 июля 2023 года.

## Сюжет
По сюжету водитель оказывается втянутым в игру в кошки-мышки после того, как его заставляют подвезти таинственного человека, известного как «Пассажир» (Кейдж).

## В ролях
- Юэль Киннаман — водитель / Джеймс Левин/Дэвид Чемберлен[1][2]
- Николас Кейдж — пассажир / Эдвард Джи Робинсон
- Камерон Ли Прайс — полицейский[1]

## Производство
Режиссёром будущего фильма стал Юваль Адлер. Съёмки начались в Лас-Вегасе в июле 2022 года. Примерно половина фильма была снята на виртуальной студии в Лас-Вегасе, принадлежащей компании Vū Technologies. «Сочувствие дьяволу» стал первым художественным фильмом в истории Невады, снятым на светодиодной звуковой сцене.
6 сентября 2022 года фильм был официально анонсирован и представлен покупателям на Международном кинофестивале в Торонто. 13 февраля 2023 года Deadline Hollywood опубликовал первое официальное фото из фильма с Кейджем и Киннаманом. Премьера запланирована на 28 июля 2023 года. Фильм был показан в рамках Международного кинофестиваля «Фантазия» в июле 2023 года.

## Восприятие
Бобби ЛеПайр из журнала Film Threat написал: «Кейдж и Киннаман отлично сработались, причем первый был великолепен, а второй сохранял некую реальность. В общем, этот триллер работает от начала до конца». Мик Ласалль из The San Francisco Chronicle дал положительную рецензию: «Потребуется некоторое время, чтобы все встало на свои места, но ясно одно: в этом очень хорошо сделанном триллере нет только одного загадочного человека. В нём их двое».
Джордан Минтцер из The Hollywood Reporter отметил, что «[Николас] Кейдж пережевывает каждую свою сцену и, кажется, получает удовольствие — он всегда на высоте и на него никогда не скучно смотреть, в этом фильме он доставляет удовольствие тем, кому он больше всего нравится, когда он почти сошёл с ума».